# Bhairawadgi, Basavana Bagevadi
Bhairawadgi là một làng thuộc tehsil Basavana Bagevadi, huyện Bijapur, bang Karnataka, Ấn Độ.